# Николай Маврокатакалон
Николай Маврокатакалон, срещан и като Никола Маврокатакалон (на гръцки: Νικόλαος Μαυροκατακακαλών), е византийски военачалник и велик дука на флота, активен през първите две десетилетия от управлението на император Алексий I Комнин. Участва активно в кампаниите на императора срещу печенегите и куманите през 1087 – 1095 г., като през 1087 г. нанася поражение на печенежките сили на Челгу бек в Тракия. Като велик дука през 1096 г. патрулира с флота си във водите на Адриатика и посреща корабите на рицарите от Първия кръстоносен поход, преминаващи от Италия на адриатическото крайбрежие на Илирик.

## Произход и военна кариера
Единственият източник за произхода и кариерата на Николай Маврокатакалон е „Алексиадата“ на Анна Комнина. Известно е, че той е бил част от семейство Маврокатакалони, които били страничен клон на аристократичния клан на Катакалоните. Представката мавро- в името му означавала черен. Неговият брат Григорий Маврокатакалон също заемал офицерски чин в армията.
За първи път Анна Комнима споменава Николай Маврокатакалон във връзка с печенежките нападения през пролетта на 1087 г., когато печенежкият главатар Челгу бек преминава на юг от Стара планина начело на една 80-хилядна армия, съставена от печенеги, кумани и маджари, предвождани от бившия унгарски крал Шаламон. Без да срещат сериозна съпротива, тези пълчища разграбили Тракия и се насочили към Цариград, преминавайки покрай Адрианопол. Успели да превземат Хариупол, откъдето отнесли голяма плячка, и превзели селището Скотинон.
Срещу тези орди са изпратени войски, начело с Николай Маврокатакалон и Вембециот, които били събрани в град Памфил (между Хариупол и Родесто). Като видял, че населението от околните села панически търси спасение в градовете и крепостите, Маврокатакалон решил да се оттегли войската си към малката крепост Кули, североизточно от Енос. По пътя частите му били преследвани от печенежката войска, която успяла да открие пътя им. Благодарение на тази маневра обаче Николай успял да помогне на голяма част от мирното население да избяга, а освен това попълнил и редиците на войските си със стратиоти – ветерани, които вече имали опит от битките срещу печенегите, водени някога от Никифор Вриений Стари. Николай заел една височина над околното поле, откъдето той можел да наблюдава разположението на вражеската войска. В този момент Анна Комнима съобщава, че Маврокатакалон горял от нетърпение да нападне врага, но когато видял, че варварите превъзхождат по численост силите на ромеите, се поколебал дали да не отложи сражението и решил да се допита за това до подчинените си офицери. Те го посъветвали и убедили, че мястото е подходящо да се даде сражение на варварите, след което Николай разделил войската си на три части и дал заповед да се атакува многобройният враг. Нападението станало в подходящия момент – завързал се голям бой, в който много от противниковите войници паднали ранени или убити. Челгу бек, въпреки яростта, с която се придвижвал напред, също бил ранен смъртоносно и издъхнал, което предизвикало бягството на хората му. Според хроникат на Бертолд в битката е убит и унгарският крал Шаломон, вероятно по време на паническо бягство. Победата на византийците била блестяща, поради което Николай и хората му били щедро дарени от императора, след като се завърнали в столицата.
Удържаната от Маврокатакалон бляскава победа над неприятеля не била все още решителна, поради което той и хората му били отново изпратени срещу врага, но този път те се намирали под командването на Адриан Комнин, който току-що бил избран за велик доместик на западните схоли. Печенезите и куманите, отстъпили от Южна Тракия, били прогонени и от Пловдив, а като преминали Стара планина, разположили се в Северна България като в своя собствена земя и не прекъсвали грабежите си. Тогава Алексий I решил да им нанесе силен удар в самия им център и окончателно да ги изгони от пределите на империята. Той събрал голяма армия и през лятото на 1087 г. потеглил от столицата за Одрин и оттам дошъл в крепостта Лардея, където в продължение на 40 дена събирал нова войска. В този момент Анна Комнина представя Николай Маврокатакалон в групата на по-младите и буйни пълководци, които държали на плановете на императора за незабавно преминаване на Хемус и нанасяне на удар по главния печенежки център – Дръстър. Малко преди катастрофалното за ромеите сражение недалеч от града, опитният в битките Николай Маврокатакалон става един от шестимата офицери, на които императорът поверил охраната на собствената си особа по време на битката.
Неприятностите на императора с печенегите и куманите продължили и през следващите две години, през което време военните действия в Тракия се редували с кратковременни примирия между страните. През зимата на 1090 срещу 1091 г. императорът пък решил временно да се оттегли в столицата, за да даде на себе си и войските си време за почивка преди поредното пролетно настъпление срещу варварите. Тогава той разделил войската на две части и поверил на Николай Маврокатакалон и Йоаникий командването на частите, които оставил в Тракия, като им заповядал да вкарат във всеки град достатъчно войници за гарнизон и да му изпратят пехотинци, набрани от цялата страна, заедно с техните коли и впрегнатите в тях волове.
По време на военните действия на Алексий I Комнин срещу куманите през 1095 г. Николай е част от свитата на императора и участва във военния съвет, провел се до Аврилево, северно от село Щит, Хасковско.

### Велик дука на флота
През август 1096 г. Николай Мавракотакалон вече е велик дук на флота и е изпратен от императора към бреговете на Илирик, където от пристанището на Дирахиум корабите му често излизали да патрулират в морето, така че никакви пирати да не преминават незабелязано. Тогава императорът изпратил писма до Николай и драчкия дука Йоан Комнин, с които им нареждал да засилят бдителността си, тъй като скоро се очаквало от Бари към Илирик да потеглят кораби, превозващи първите рицари кръстоносци. Тогава Николай и Йоан успели да окажат подобаващ прием на граф Юг дьо Вермандоа, брата на френския крал, чиито кораби претърпели корабокрушение близо до бреговете на Дирахиум.
Петнадесет дни по-късно в Кавалион акостират корабите, превозващи кръстоносните войски на Боемунд Тарентски. След него от Италия трябвало да пристигнат хората на графа на Брабант, Рихард де Принципат. Страхувайки се от ромеите, графът наел пиратски кораб с 200 гребци, който трябвало да откара него и хората му а по на юг, към Химара, а не към Авлона, където се събирали останалите рицари. На 6 декември обаче корабът на Рихард е атакуван от флота на Николай Маврокатакалон, който устроил засада, веднага след като научил за потеглянето на пиратския кораб от Италия. В завързалия се бой с изключителна храброст изпъкнал синът на Николай Мариан, който успял да рани графа. Битката продължила до средата на следващия ден, но в крайна сметка ромейският флот успял да надделее и Рихард бил принуден да се предаде. Накрая обаче кръстоносците били освободени и се присъединили към останалите рицари по пътя им за Константинопол.
Повече сведения за живота и дейността на Николай Маврокатакалон липсват. Три негови печата, върху които той споменат в качеството си на частно лице, са открити в България, като два от тях са от крепостта край село Злати войвода, Сливенско.

## Цитирана литература
- ((ru))  Анна Комнина. Алексиада. Вступ. статья, перевод, комментарий Я. Н. Любарского, Отв. редактор А. П. Каждан. Москва: Издательство "Наука", Главная редакция восточной литературы, 1965, https://inslav.ru/publication/anna-komnina-aleksiada-m-1965
- ((ru)) Васильевский, Г. В. (1908) [1872]. Византия и печенеги (1048—1094). – anales.nfo, http://annales.info/byzant/vasiljevsk/1_01.htm, посетен на 27 февруари 2024
- Гръцки извори за българската история, Т. VIII. София: БАН, 1972, http://www.promacedonia.org/gibi/8/index.html
- Златарски, Васил (1972). История на българската държава презъ срѣднитѣ вѣкове, Т. II. България под византийско владичество (1018—1187) (2 фортотипно изд.). София, http://www.promacedonia.org/vz2/vz2_2_2.htm
- Йорданов, Иван; Жекова, Женя (2017). Поражението на византийците при Дръстър (август 1087 г.). Просопография на участниците. Приносът на сфрагистиката. – Добруджа, 32/2017,  89 – 110, https://www.academia.edu/106202252/Dobrudja_32_Добруджа_32_2017_Юбилеен_сборник_60_години_проф_д_и_н_Г_Атанасов_Last_compressed
- ((en)) Kazhdan, Alexander (ed) (1991). The Oxford Dictionary of Byzantium. Oxford and New York: Oxford University Press, ISBN 0-19-504652-8, COBISS.BG-ID: 1107246820, https://archive.org/details/odb_20210521/mode/2up
- ((en)) Runciman, Steven (1949). The first crusaders' journey across the Balkan peninsula. – Byzantion, 19,  207-221, https://www.jstor.org/stable/44168654
- ((fr)) Skoulatos, Basile (1980). Les Personnages Byzantins de I'Alexiade: Analyse Prosopographique et Synthese. Louvain-la-Neuve, Belgium: Nauwelaerts